# Igreja de Nossa Senhora do Rosário (São Luís)

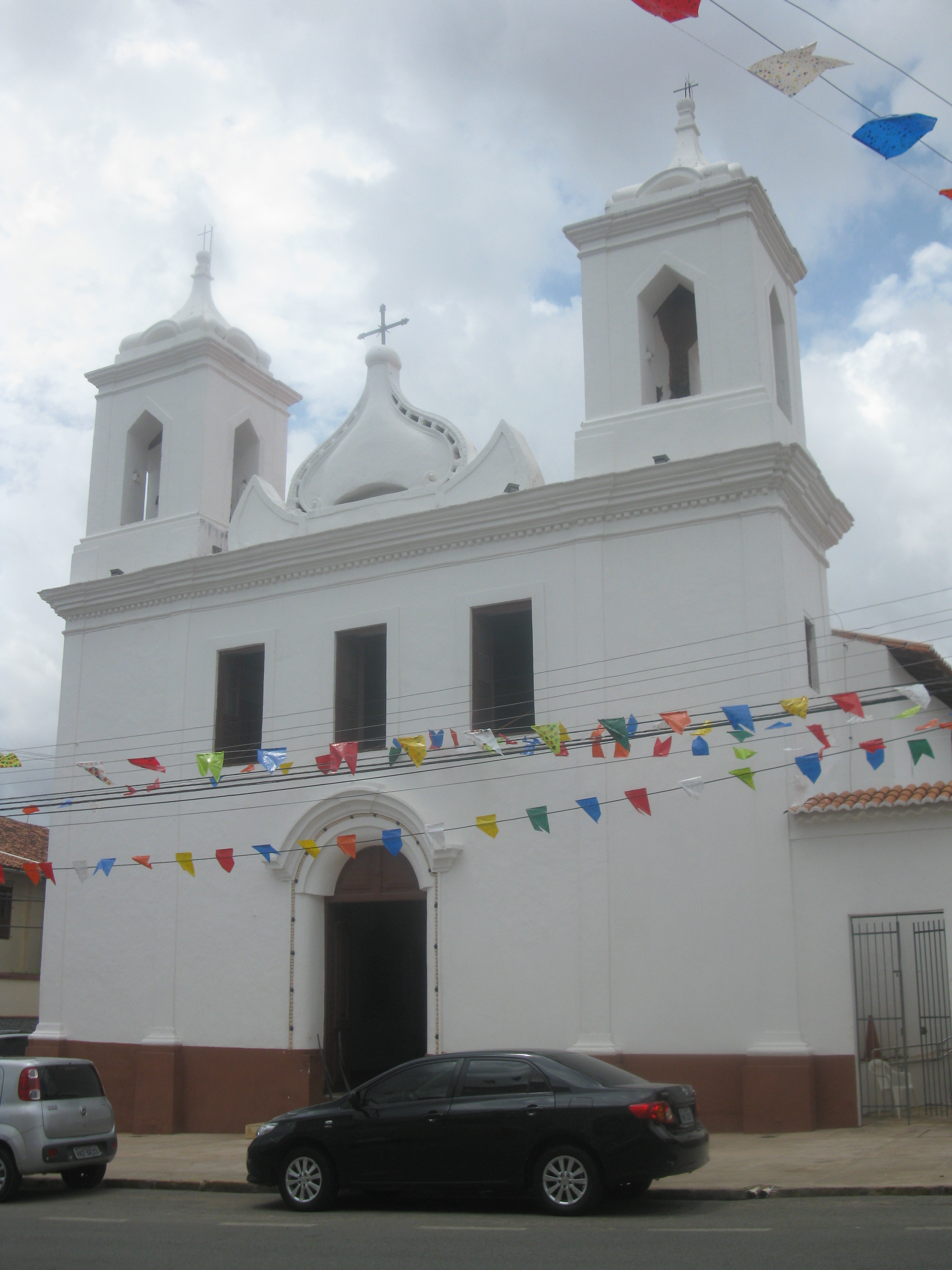
Fachada da igreja

A Igreja de Nossa Senhora do Rosário dos Pretos fica localizada na rua do Egito, no Centro Histórico de São Luís, tendo sido construída por escravos ao final do século XVII, em estilo barroco.

## Histórico
A devoção a Nossa Senhora do Rosário foi introduzida por meio da catequese dos jesuítas na cultura dos escravos, para legitimação da prática religiosa do catolicismo entre homens e mulheres negros.
No período colonial, a devoção era muito popular entre todas as classes sociais, no entanto os negros acabaram por criar irmandades próprias, separadas das irmandades dos brancos, em razão da segregação dos negros, mas isso permitia maior liberdade de ação, além de promover a alforria dos irmãos escravos e a  garantia de sua sepultura em solo sagrado. A tendência se consolidou nos séculos XVII e XVIII, até que no século XIX as Irmandades do Rosário eram, em sua maioria, formadas por negros.
No início do século XVIII, a Irmandade de Nossa Senhora do Rosário estava em busca de um local para fundar uma igreja, tendo a doação de um terreno dos frades carmelitas em maio de 1717 dos frades carmelitas. Esse terreno ficava no mesmo local onde frades franciscanos franceses construíram a segunda mais antiga edificação religiosa de São Luís, em 1612. Após a expulsão dos franceses, esse local foi ocupado pelos frades carmelitas durante uma década, ficando conhecido como “Carmo Velho”.
A construção da igreja levou aproximadamente sessenta anos pelos confrades da Irmandade, que tinha à frente o negro João Luís da Fonseca, denominado Rei (espécie de presidente ou diretor). A igreja foi vistoriada em 1772 e benzida em 1776, quando também foi trasladada a imagem da Virgem do Rosário da Igreja do Carmo para a nova Igreja. Ao longo do século XIX, a igreja do Rosário foi utilizada também por outras irmandades, pela sociedade geral e pelo bispado.
A procissão da Caridade saiu da Igreja do Rosário pela primeira vez em 1814, com o objetivo de realizar enterros gratuitos para as pessoas pobres. Em 1821 ali eram ministradas aulas de primeiras letras pelo padre Domingos Cadavile Veloso e, entre 1852 até 1861, funcionou como Igreja Matriz, tendo em vista que a Catedral da Sé havia sido atingida por um raio.
No século XX, com a decadência das Irmandades religiosas em geral, ocorreu um rápido processo de deterioração da Igreja do Rosário. Diante disso, em 1947, o Bispo D. Adalberto Accioli Sobral decidiu transferir para lá a Irmandade de São Benedito (que funcionava na Igreja de Santo Antônio), tendo alegado que não ficava bem realizar em frente ao Seminário de Santo Antônio a grande festa que a Irmandade promovia todos os anos para o Santo. Desde então, a Irmandade de São Benedito é a responsável por zelar e manter a integridade da memória histórica da Igreja de Nossa Senhora do Rosário, sendo realizada a festa de São Benedito todos os anos no mês de agosto.

## Características
De arquitetura simples, de origem barroca, sua fachada é formada por duas torres sineiras, além de um frontão curvilíneo. No seu interior, dois altares laterais secundam o altar-mor, sendo recobertos por elaborados adornos. O deambulatório é estreito e suas paredes são compostas por azulejos portugueses. Quatro oratórios enfeitam as laterais da nave principal: São Pedro, Nossa Senhora da Vitória, Santa Ifigênia e São Judas Tadeu.
A igreja sofreu diversas alterações que modificaram a sua feição barroca original, ao longo dos últimos dois séculos, como as substituições do piso de campa em madeira da nave e capela mor para ladrilho hidráulico, do altar-mor barroco do século XVIII, em madeira, para outro em massa e mármore no ano de 1940, e a do forro.